# 흥옌성
흥옌성(베트남어: Hưng Yên / 興安省)은 베트남 북부 홍강 삼각주 지역에 위치한 성 단위 행정 구역이다.

## 지리
홍강 삼각주 지역의 흥옌은 북쪽 경제 핵심 지구와 하노이-하이퐁-꽝닌 경제 삼각지역에 위치해 있다. 하노이의 서쪽 관문이며, 5A 국도에서 23km, 하노이-하이퐁 철도에서는 20km가 떨어져 있다.

### 기후
| Hưng Yên의 기후                                             | Hưng Yên의 기후 | Hưng Yên의 기후 | Hưng Yên의 기후 | Hưng Yên의 기후 | Hưng Yên의 기후 | Hưng Yên의 기후 | Hưng Yên의 기후 | Hưng Yên의 기후 | Hưng Yên의 기후 | Hưng Yên의 기후 | Hưng Yên의 기후 | Hưng Yên의 기후 | Hưng Yên의 기후 |
| 월                                                          | 1월             | 2월             | 3월             | 4월             | 5월             | 6월             | 7월             | 8월             | 9월             | 10월            | 11월            | 12월            | 연간            |
| ----------------------------------------------------------- | --------------- | --------------- | --------------- | --------------- | --------------- | --------------- | --------------- | --------------- | --------------- | --------------- | --------------- | --------------- | --------------- |
| 역대 최고 기온 °C (°F)                                      | 32.0 (89.6)     | 33.6 (92.5)     | 37.6 (99.7)     | 37.0 (98.6)     | 40.5 (104.9)    | 39.4 (102.9)    | 40.5 (104.9)    | 37.8 (100.0)    | 36.4 (97.5)     | 35.3 (95.5)     | 34.5 (94.1)     | 31.6 (88.9)     | 40.5 (104.9)    |
| 일평균 최고 기온 °C (°F)                                    | 19.5 (67.1)     | 19.7 (67.5)     | 22.3 (72.1)     | 26.7 (80.1)     | 30.9 (87.6)     | 32.4 (90.3)     | 32.7 (90.9)     | 31.7 (89.1)     | 30.5 (86.9)     | 28.3 (82.9)     | 25.2 (77.4)     | 21.7 (71.1)     | 26.8 (80.2)     |
| 일일 평균 기온 °C (°F)                                      | 16.2 (61.2)     | 16.9 (62.4)     | 19.6 (67.3)     | 23.5 (74.3)     | 27.0 (80.6)     | 28.6 (83.5)     | 29.0 (84.2)     | 28.4 (83.1)     | 27.1 (80.8)     | 24.5 (76.1)     | 21.1 (70.0)     | 17.8 (64.0)     | 23.3 (73.9)     |
| 일평균 최저 기온 °C (°F)                                    | 14.0 (57.2)     | 15.0 (59.0)     | 17.8 (64.0)     | 21.4 (70.5)     | 24.2 (75.6)     | 25.8 (78.4)     | 26.3 (79.3)     | 25.8 (78.4)     | 24.6 (76.3)     | 21.8 (71.2)     | 18.4 (65.1)     | 15.1 (59.2)     | 20.8 (69.4)     |
| 역대 최저 기온 °C (°F)                                      | 4.9 (40.8)      | 5.3 (41.5)      | 6.6 (43.9)      | 12.2 (54.0)     | 16.5 (61.7)     | 19.4 (66.9)     | 20.6 (69.1)     | 21.8 (71.2)     | 16.5 (61.7)     | 12.5 (54.5)     | 8.4 (47.1)      | 4.8 (40.6)      | 4.8 (40.6)      |
| 평균 강수량 mm (인치)                                       | 26 (1.0)        | 25 (1.0)        | 48 (1.9)        | 92 (3.6)        | 172 (6.8)       | 229 (9.0)       | 219 (8.6)       | 286 (11.3)      | 261 (10.3)      | 187 (7.4)       | 75 (3.0)        | 24 (0.9)        | 1,644 (64.7)    |
| 평균 강수일수                                               | 9.1             | 12.8            | 16.6            | 13.8            | 13.1            | 14.2            | 13.1            | 15.5            | 13.7            | 11.2            | 7.3             | 5.5             | 146.0           |
| 평균 상대 습도 (%)                                          | 85.2            | 87.6            | 90.1            | 89.8            | 86.2            | 84.4            | 84.0            | 87.1            | 86.9            | 84.8            | 82.6            | 82.4            | 85.9            |
| 평균 월간 일조시간                                          | 75              | 42              | 49              | 93              | 187             | 178             | 205             | 179             | 179             | 173             | 139             | 127             | 1,625           |
| 출처: Vietnam Institute for Building Science and Technology |                 |                 |                 |                 |                 |                 |                 |                 |                 |                 |                 |                 |                 |

다른 홍강 삼각주의 도시와 같이 흥옌도 덮고, 습한 열대 우림 기후의 영향을 받는다. 매년 건기와 습기가 있으며, 연간 평균 일조량은 1,519시간, 매월 24일 정도의 일조 일수를 가지고 있다. 여름의 평균 기온은 23.2 °C이며, 겨울은 16 °C에 이른다.
평균 강수령은 1,450mm에서 1,650mm 정도이며, 비는 3~10월까지 한 해의 70%가 내린다. 평균 습도는 86%이며, 가장 높은 습도는 92%에 이르고, 가장 낮을 때는 79%에 이른다.

## 산업
흥옌은 삼각주 지역의 특성을 그대로 가지고 있어서, 언덕과 산이 없는 평평한 지형이다. 61,037헥타아르의 농경지가 있고, 그 중 55,645ha는 연중 농사가 가능하다. 나머지 경작지는 고기를 기르거나 다른 특화된 목적으로 사용된다.

## 행정 구역
하나의 시와 9개의 현으로 구성되어 있다.

### 시
- 흥옌시 (Hưng Yên / 興安市)

### 시사
- 미하오 시사 (Mỹ Hào / 美豪市社)

### 현
- 언티현 (Ân Thi / 恩施縣)
- 코아이쩌우현 (Khoái Châu / 快州縣)
- 낌동현 (Kim Động / 金洞縣)
- 푸끄현 (Phù Cừ / 芙蕖縣)
- 띠엔르현 (Tiên Lữ / 仙侶縣)
- 반장현 (Văn Giang / 文江縣)
- 반럼현 (Văn Lâm / 文林縣)
- 옌미현 (Yên Mỹ / 安美縣)

## 인구 통계
2019년 4월 1일, 현재 흥옌성의 총 인구는 1,252,731명이고, 전체 가구수는 377,582 가구이다. 특히 남성 인구는 626,817명, 여성 인구는 625,914명, 2019년의 연평균 인구 증가율은 1.05%이다. 인구밀도는 1,347명/km2이다.
1997년 흥옌성이 다시 설립되었을 때, 농업에 종사하는 인구의 비율은 50-55%로 추산되는 매우 높았다. 하지만 최근 이 비율은 산업과 서비스 개발 속도가 더 빨리 증가하는 경향이 있기 때문에 빠르게 변화하고 있다. 2008년 농업에 종사하는 인구의 비율은 40-45%, 산업 45%, 서비스 13%, 2010년 산업 48.12%, 2015년 산업 48.98%로 추정되며, 2018년 산업과 건설은 51.56%, 무역과 서비스는 지방 경제 구조의 37.86%를 차지하며, 흥옌성의 비율을 차지하고 있다. 농업에 고용된 생산량은 10.58%이다. 도시 지역에 사는 인구는 34.5%, 농촌에 사는 인구는 65.5%이다.
2019년 4월 1일 현재 흥옌성의 종교인은 47,858명에 달하며, 대부분 가톨릭 신자가 26,226명, 불교가 11,556명이다. 개신교 등 다른 종교는 72명, 이슬람은 3명, 호아하오교는 1명뿐이다.